# Punakʽa (dystrykt)
Punakʽa (dżong. སྤུ་ན་ཁ་རྫོང་ཁག་) – jeden z 20 dzongkhagów w Bhutanie. Znajduje się w centralnej części kraju.

## Galeria

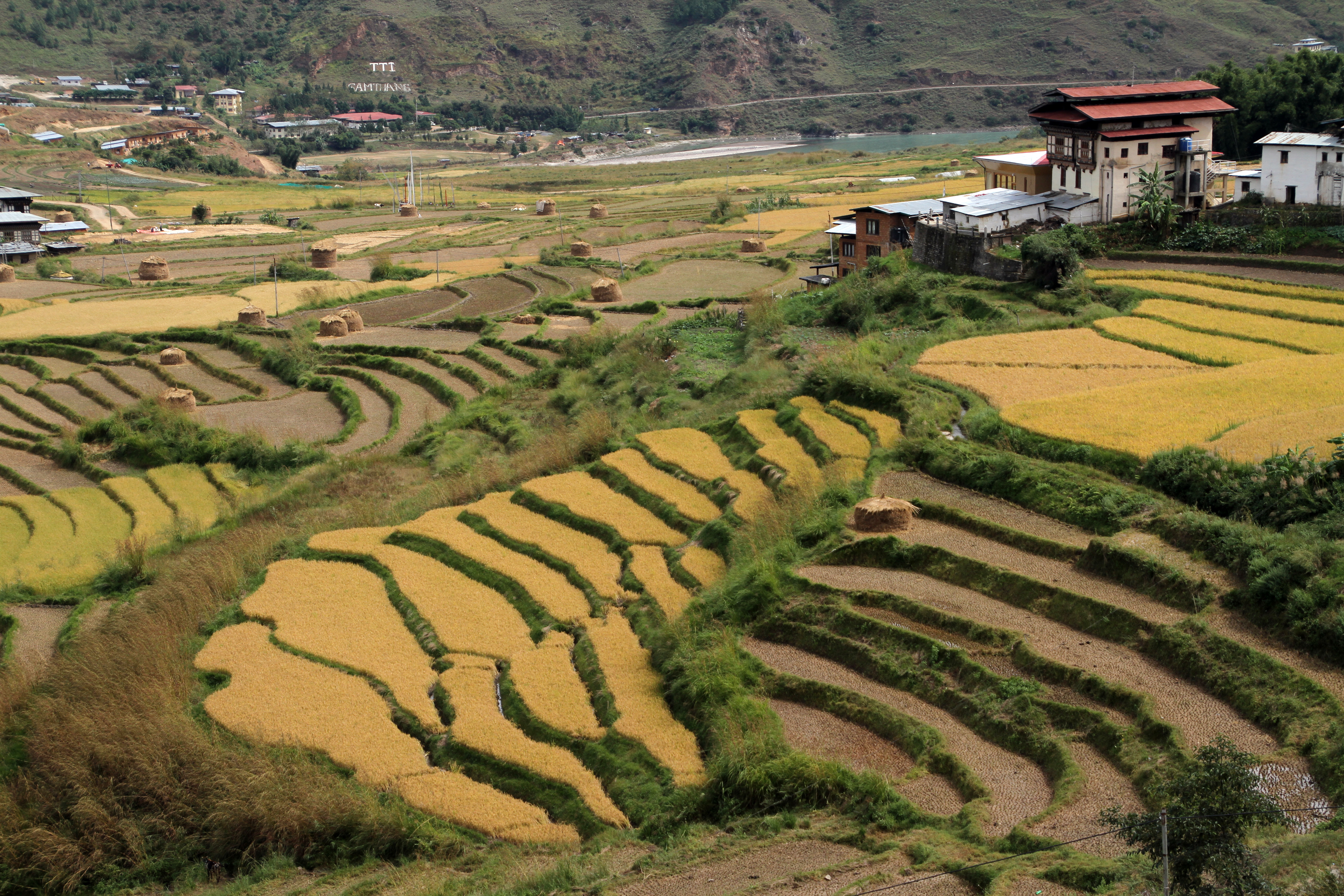
Punakha
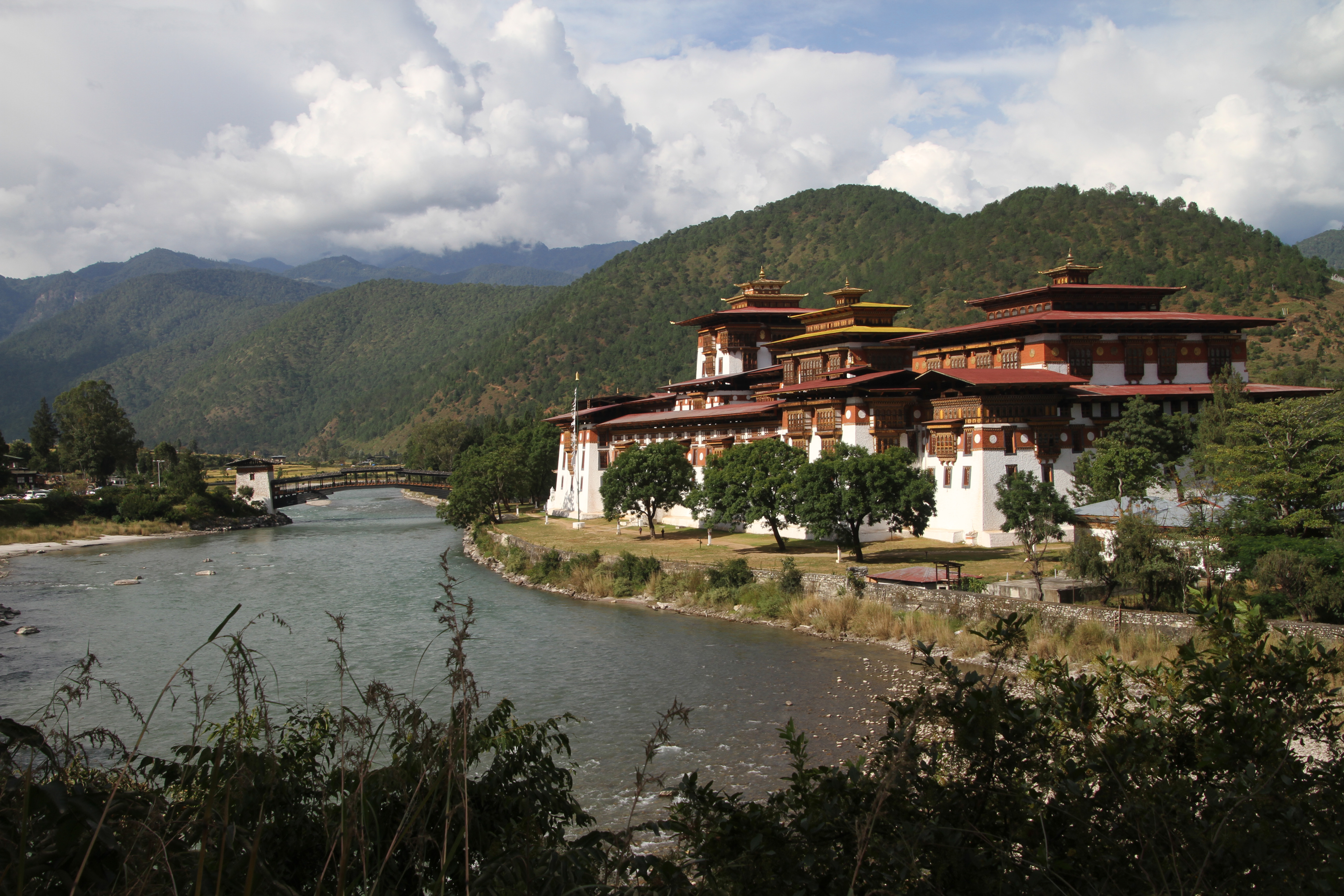
Dzong
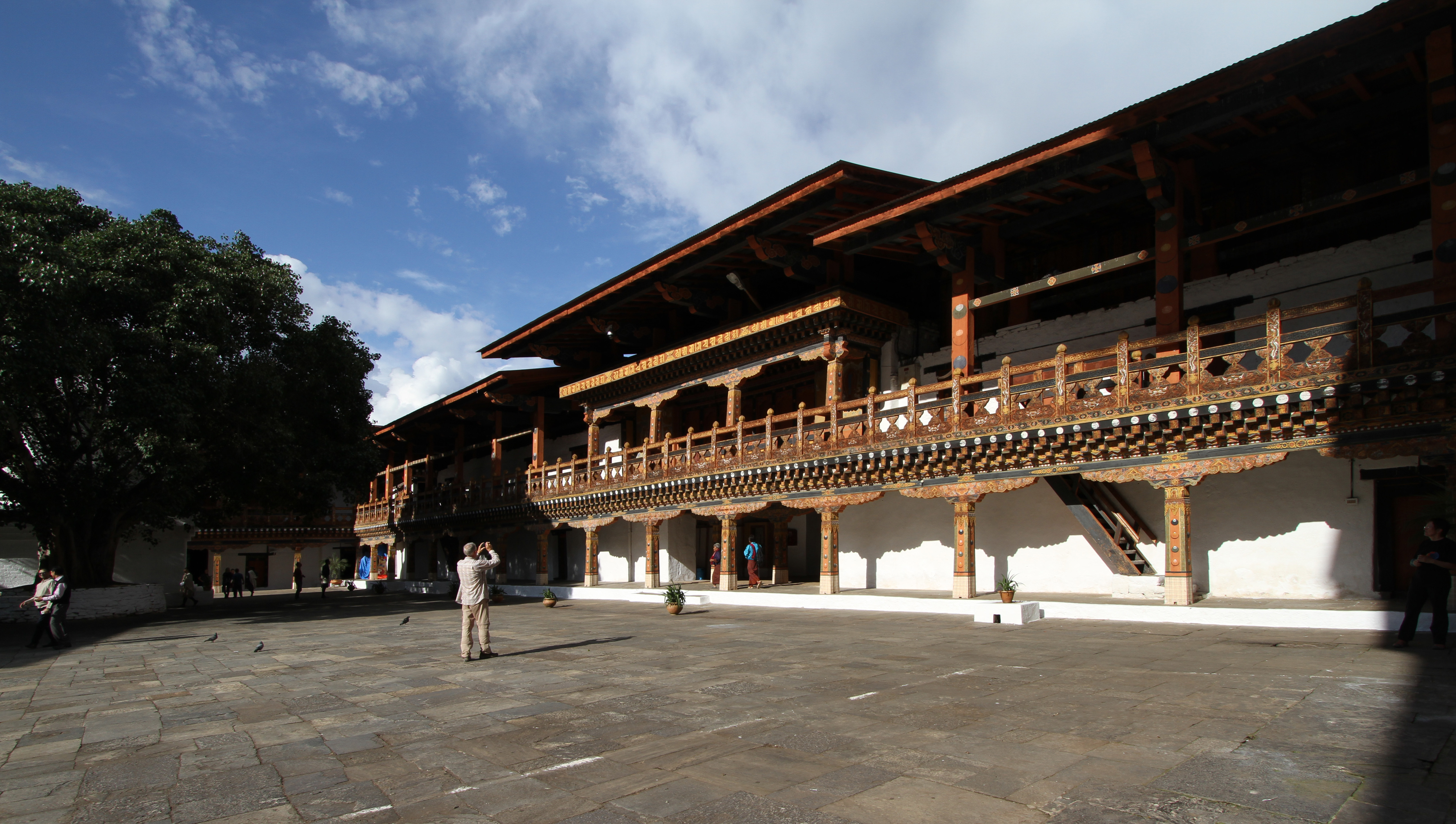
Dzong
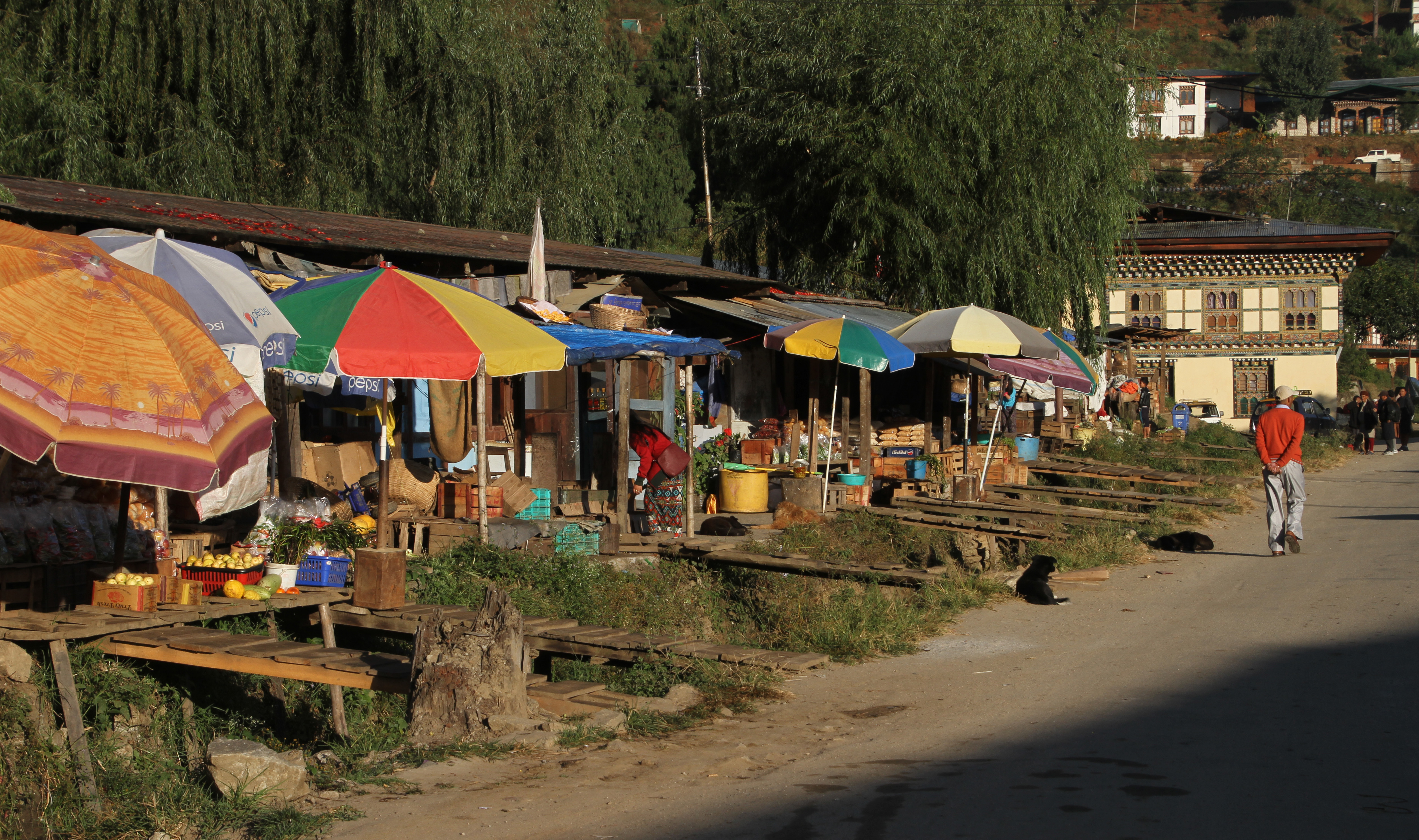
Lobesa
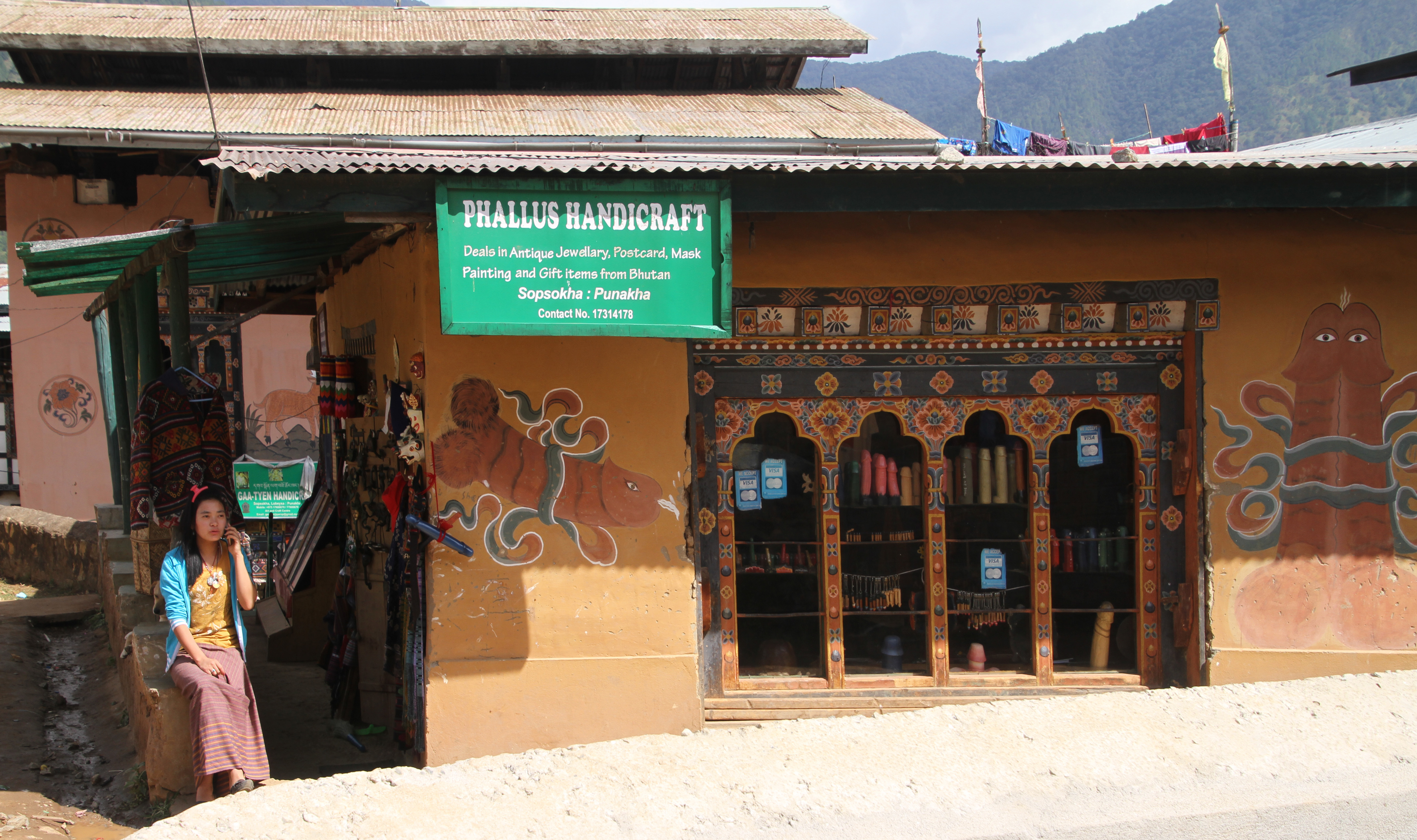
Sopsokha
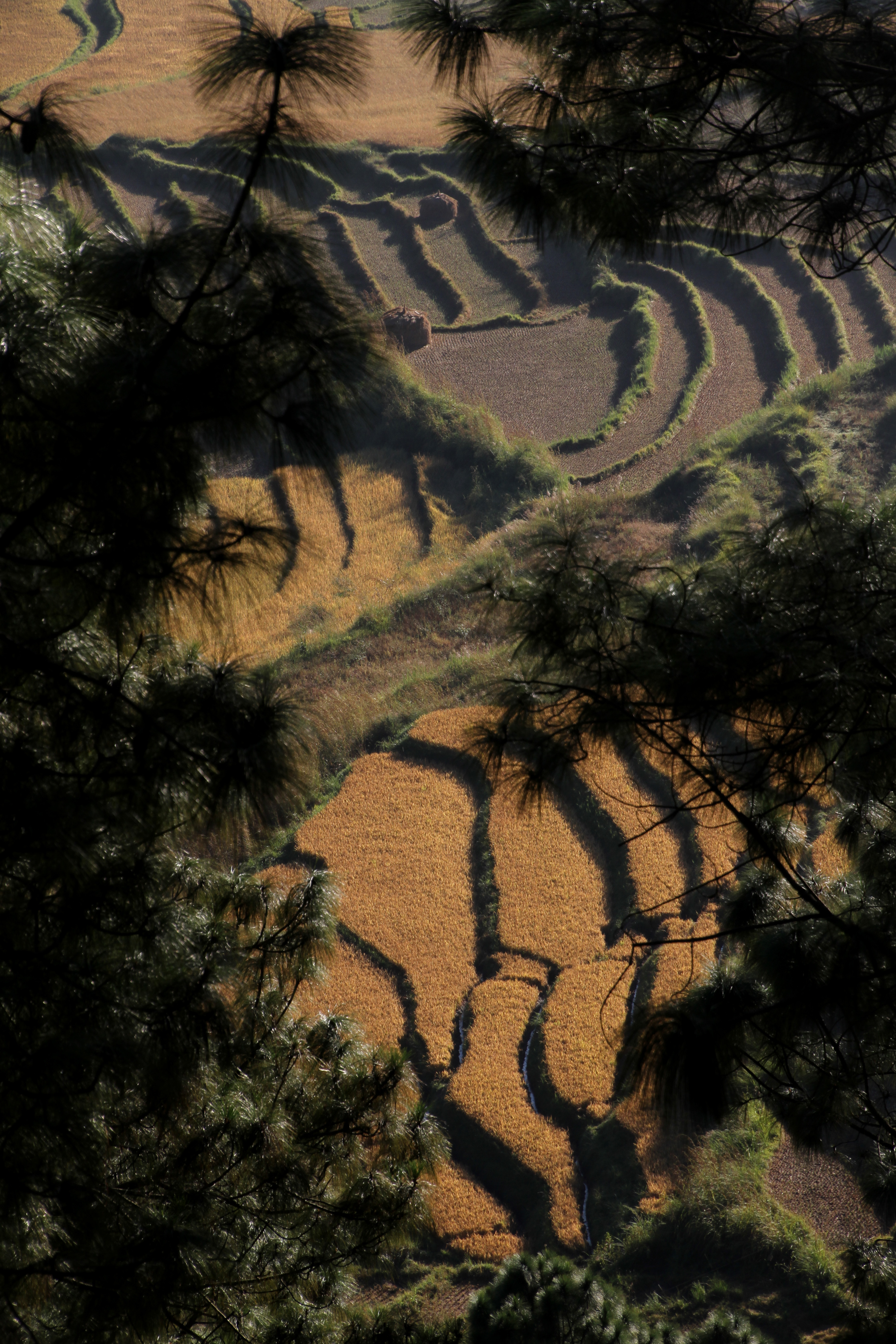
Yowakha
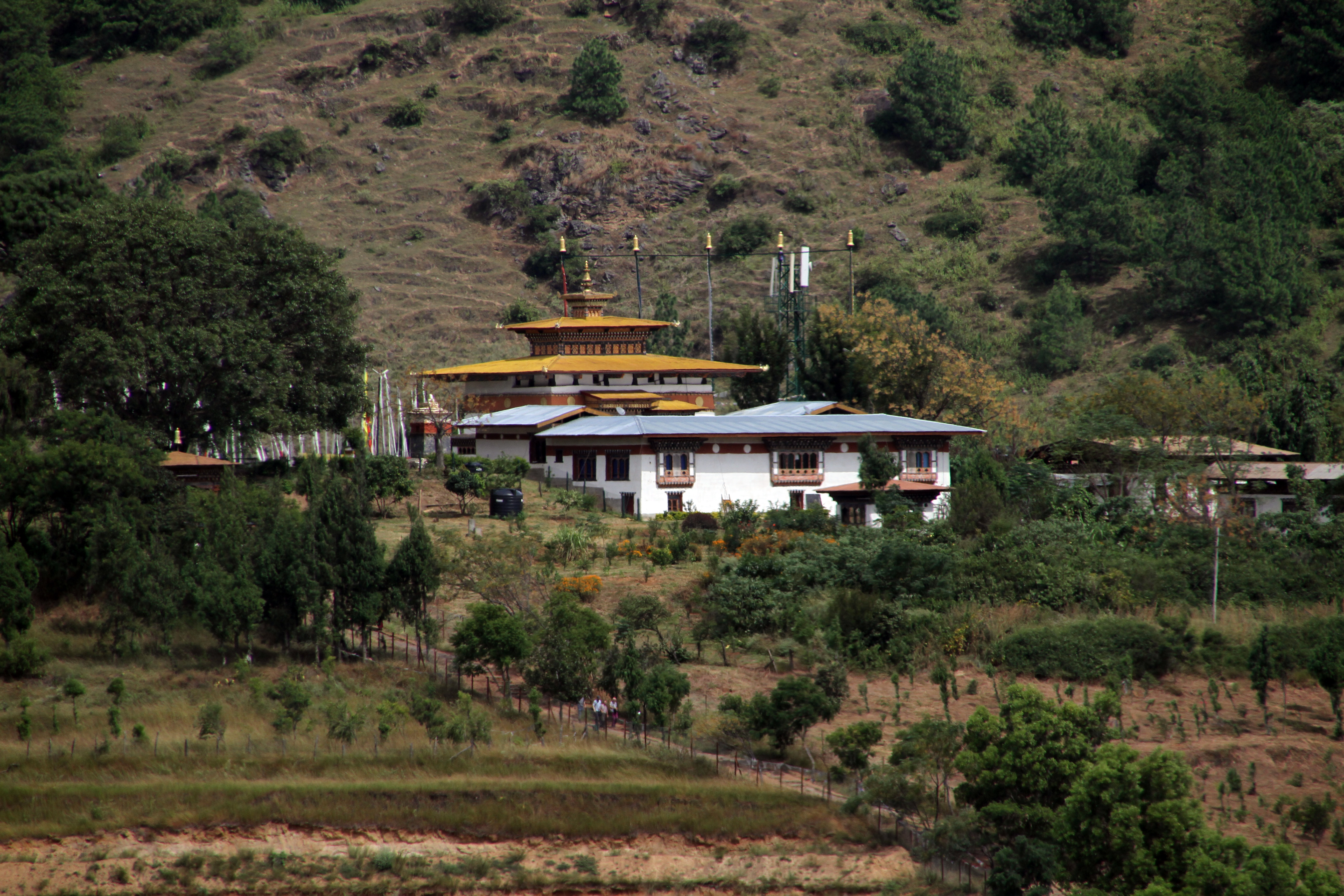
Chime Lhakhang